# Irvington, Illinois
Irvington là một làng thuộc quận Washington, tiểu bang Illinois, Hoa Kỳ. Năm 2010, dân số của làng này là 659 người.

## Dân số
Dân số qua các năm:
- Năm 2000: 736 người.
- Năm 2010: 659 người.